# Tenis ziemny na Igrzyskach Panamerykańskich 2011
Tenis ziemny na Igrzyskach Panamerykańskich 2011 – zawody tenisowe podczas igrzysk obu Ameryk odbywały się między 17 a 22 października na Telcel Tennis Complex w Guadalajarze. Rozstawienie zawodników zostało ustalone na podstawie rankingu z 16 października.
Zawody były jednym z turniejów kwalifikacyjnych do letnich igrzysk olimpijskich w Londynie. Zwycięzcy wszystkich finałów (singlowych, deblowych oraz miksta) mieli zapewniony udział w olimpiadzie bez wymogu utrzymywania się w czołowej 56 rankingów, pod warunkiem, że gracze ci pochodzili z krajów, które nie miały jeszcze zapełnionych czterech miejsc przypadających na kraj podczas turniejów igrzysk olimpijskich.
Turniej mikstowy odbył się po raz pierwszy od 1995 roku (igrzyska w Mar del Plata), co było spowodowane dodaniem tejże konkurencji do programu Letnich Igrzysk Olimpijskich 2012 rozgrywanych w Londynie.

## Kwalifikacje
Każde państwo mogło wystawić maksymalnie sześciu zawodników – trzech mężczyzn oraz trzy kobiety. 42 mężczyzn i 28 kobiet miało zapewniony start w turnieju głównym dzięki wysokim pozycjom w rankingu ATP oraz WTA (z dnia 29 sierpnia 2011). Kolejnymi sposobami udziału w turnieju było otrzymanie dzikiej karty. Łącznie rozdano 10 takich kart (sześć dla mężczyzn i cztery dla kobiet).
Każdy gracz mógł brać udział w co najwyżej dwóch konkurencjach. Każdy kraj, miał możliwość wystawienia maksymalnie trzech graczy w singlu, a także jednego zespołu w deblu. Rozstawienia zawodników były oparte na rankingach ATP i WTA w chwili losowania (16 października 2011).

## Harmonogram zawodów
| Październik             | 17      | 18       | 19          | 20          | 21                      | 22                      |
| Gra pojedyncza mężczyzn | I runda | II runda | III runda   | Ćwierćfinał | Półfinał                | O trzecie miejsce Finał |
| Gra pojedyncza kobiet   | I runda | II runda | Ćwierćfinał | Półfinał    | O trzecie miejsce Finał |                         |
| Gra podwójna mężczyzn   |         | I runda  | II runda    | Ćwierćfinał | Półfinał                | O trzecie miejsce Finał |
| Gra podwójna kobiet     |         | I runda  | Ćwierćfinał | Półfinał    | O trzecie miejsce Finał |                         |
| Gra mieszana            | I runda |          | Ćwierćfinał | Półfinał    | O trzecie miejsce Finał |                         |

## Klasyfikacje medalowe

### Wyniki konkurencji
| Konkurencja:            | 1. miejsce                             | 2. miejsce                                      | 3. miejsce                            |
| Gra pojedyncza mężczyzn | Robert Farah                           | Rogério Dutra Silva                             | Víctor Estrella                       |
| Gra pojedyncza kobiet   | Irina Falconi                          | Mónica Puig                                     | Christina McHale                      |
| Gra podwójna mężczyzn   | Juan Sebastián Cabal Robert Farah      | Júlio César Campozano Roberto Quiroz            | Nicholas Monroe Greg Ouelette         |
| Gra podwójna kobiet     | María Irigoyen Florencia Molinero      | Irina Falconi Christina McHale                  | Catalina Castaño Mariana Duque Mariño |
| Gra mieszana            | Ana Paula de la Peña Santiago González | Andrea Koch-Benvenuto Guillermo Rivera-Aránguiz | Ana-Clara Duarte Rogério Dutra Silva  |

### Klasyfikacja medalowa państw
| Nr | Państwo           | złoto | srebro | brąz | Ogółem |
| -- | ----------------- | ----- | ------ | ---- | ------ |
| 1. | Kolumbia          | 2     | 0      | 1    | 3      |
| 2. | Stany Zjednoczone | 1     | 1      | 2    | 4      |
| 3. | Argentyna         | 1     | 0      | 0    | 1      |
| 3. | Meksyk            | 1     | 0      | 0    | 1      |
| 5. | Brazylia          | 0     | 1      | 1    | 2      |
| 6. | Chile             | 0     | 1      | 0    | 1      |
| 6. | Ekwador           | 0     | 1      | 0    | 1      |
| 6. | Portoryko         | 0     | 1      | 0    | 1      |
| 9. | Dominikana        | 0     | 0      | 1    | 1      |